# Edward Bernds
Edward Bernds (Chicago, 12 luglio 1905 – Los Angeles, 20 maggio 2000) è stato un regista e sceneggiatore statunitense.
È stato accreditato anche con i nomi E.L. Bernds, Eddie Bernds, Edward L. Bernds, Ed Bernds e Ed Vernds.

## Filmografia

### Regista
- Micro-Phonies (1945)
- Pistol Packin' Nitwits (1945)
- When the Wife's Away (1946)
- A Bird in the Head (1946)
- Mr. Noisy (1946)
- Get Along Little Zombie (1946)
- The Three Troubledoers (1946)
- Monkey Businessmen (1946)
- Hot Water (1946)
- Pardon My Terror (1946)
- Society Mugs (1946)
- Honeymoon Blues (1946)
- Slappily Married (1946)
- Three Little Pirates (1946)
- Andy Plays Hookey (1946)
- Meet Mr. Mischief (1947)
- Hot Heir (1947)
- Scooper Dooper (1947)
- Fright Night (1947)
- Bride and Gloom (1947)
- Out West (1947)
- Brideless Groom (1947)
- Hectic Honeymoon (1947)
- Wedding Belle (1947)
- Wife to Spare (1947)
- Wedlock Deadlock (1947)
- Radio Romeo (1947)
- Two Nuts in a Rut (1948)
- Pardon My Clutch (1948)
- Squareheads of the Round Table (1948)
- Eight-Ball Andy (1948)
- The Sheepish Wolf (1948)
- Flat Feat (1948)
- The Hot Scots (1948)
- Billie Gets Her Man (1948)
- Mummy's Dummies (1948)
- Crime on Their Hands (1948)
- Blondie's Secret (1948)
- He's in Again (1949)
- Radio Riot (1949)
- Who Done It? (1949)
- Blondie's Big Deal (1949)
- Microspook (1949)
- Fuelin' Around (1949)
- Blondie Hits the Jackpot (1949)
- Waiting in the Lurch (1949)
- Vagabond Loafers (1949)
- Feudin' Rhythm (1949)
- Let Down Your Aerial (1949)
- Punchy Cowpunchers (1950)
- His Baiting Beauty (1950)
- Dopey Dicks (1950)
- Blondie's Hero (1950)
- Beware of Blondie (1950)
- Two Roaming Champs (1950)
- Studio Stoops (1950)
- A Snitch in Time (1950)
- Gasoline Alley (1951)
- Three Arabian Nuts (1951)
- Merry Mavericks (1951)
- Gold Raiders (1951)
- Corky of Gasoline Alley (1951)
- The Tooth Will Out (1951)
- The Champs Step Out (1951)
- Harem Girl (1952)
- Listen, Judge (1952)
- Heebie Gee-Gees (1952)
- Gents in a Jam (1952)
- White Lightning (1953)
- Loose in London (1953)
- Clipped Wings (1953)
- Hot News (1953)
- Private Eyes (1953)
- The Bowery Boys Meet the Monsters (1954)
- Jungle Gents (1954)
- The Ford Television Theatre – serie TV, 2 episodi (1953-1954)
- Bowery to Bagdad (1955)
- The Millionaire – serie TV, un episodio (1955)
- Spy Chasers (1955)
- Dig That Uranium (1955)
- Mondo senza fine (World Without End) (1956)
- Navy Wife (1956)
- Calling Homicide (1956)
- Il cavaliere della tempesta (The Storm Rider) (1957)
- Reform School Girl (1957)
- Colt .45 – serie TV, 3 episodi (1957)
- Sugarfoot – serie TV, un episodio (1957)
- I quattro pistoleros (Escape from Red Rock) (1957)
- Quantrill il ribelle (Quantrill's Raiders) (1958)
- High School Hellcats (1958)
- Space Master X-7 (1958)
- La regina di Venere (Queen of Outer Space) (1958)
- La giostra dell'amore (Joy Ride) (1958)
- Alaska Passage (1959)
- La vendetta del dottor K. (Return of the Fly) (1959)
- Valley of the Dragons (1961)
- Tre oriundi contro Ercole (The Three Stooges Meet Hercules) (1962)
- The Three Stooges in Orbit (1962)
- The New 3 Stooges – serie TV, 58 episodi (1965)

### Sceneggiatore
- Pistol Packin' Nitwits (1945)
- Where the Pest Begins (1945)
- Micro-Phonies (1945)
- Spook to Me (1945)
- A Bird in the Head (1946)
- Mr. Noisy (1946)
- Get Along Little Zombie (1946)
- Monkey Businessmen (1946)
- Pardon My Terror (1946)
- Blondie Knows Best (1946)
- Slappily Married (1946)
- Meet Mr. Mischief (1947)
- Hot Heir (1947)
- Bride and Gloom (1947)
- Radio Romeo (1947)
- Two Nuts in a Rut (1948)
- Squareheads of the Round Table (1948)
- The Sheepish Wolf (1948)
- Blondie's Reward (1948)
- Who Done It? (1949)
- Microspook (1949)
- Punchy Cowpunchers (1950)
- Gasoline Alley (1951)
- Merry Mavericks (1951)
- Corky of Gasoline Alley (1951)
- The Tooth Will Out (1951)
- Hula-La-La (1951)
- Harem Girl (1952)
- Gents in a Jam (1952)
- My Little Margie – serie TV, un episodio (1953)
- Loose in London (1953)
- Private Eyes (1953)
- Paris Playboys (1954)
- The Bowery Boys Meet the Monsters (1954)
- Knutzy Knights (1954)
- Jungle Gents (1954)
- Bowery to Bagdad (1955)
- High Society, regia di William Beaudine (1955)
- Furia africana (The Killer Lust) (1955)
- Jail Busters (1955)
- Mondo senza fine (World Without End) (1956)
- For Crimin' Out Loud (1956)
- Calling Homicide (1956)
- Il cavaliere della tempesta (The Storm Rider) (1957)
- Reform School Girl (1957)
- Looking for Danger (1957)
- I quattro pistoleros (Escape from Red Rock) (1957)
- Space Master X-7 (1958)
- La regina di Venere (Queen of Outer Space) (1958)
- Alaska Passage (1959)
- La vendetta del dottor K. (Return of the Fly) (1959)
- Stop! Look! and Laugh! (1960)
- Assignment: Underwater – serie TV, 3 episodi (1960-1961)
- Valley of the Dragons (1961)
- Sfida nella valle dei Comanche (Gunfight at Comanche Creek) (1963)
- Per un pugno di donne (Tickle Me) (1965)